# Cangshu
Cangshu (kinesiska: 藏书, 藏书镇) är en köping i Kina. Den ligger i provinsen Jiangsu, i den östra delen av landet, omkring 180 kilometer sydost om provinshuvudstaden Nanjing.
Genomsnittlig årsnederbörd är 1 613 millimeter. Den regnigaste månaden är augusti, med i genomsnitt 234 mm nederbörd, och den torraste är januari, med 55 mm nederbörd.